# Cryptaspasma mirabilis
Cryptaspasma mirabilis es una especie de polilla del género Cryptaspasma, categorizada en la tribu Microcorsini, de la subfamilia Olethreutinae.

## Distribución
Se distribuye por Rusia.

## Taxonomía
Fue descrita por Kuznetzov en 1964 y publicada en (Microcorses), Ent. Obozr. 43: 875.